# 睢县高级中学
睢县高级中学，位于中华人民共和国河南省商丘市睢县，创建于1940年，是河南省首批示范性高中。

## 历史
1940年，国民党在周口扶沟成立“第七行政区扶沟临时中学”，目的是为了争夺沦陷区青年。1944年，学校迁至睢县，从此没有迁出睢县。1955年更名为“河南省睢县中学”，是当时河南省的重点中学。后来学校又改名为“睢县第一中学”。现在虽然官方名称是睢县高级中学，但是本地人仍以“睢县一中”称呼之。

## 硬件设施
睢县高级中学曾包括老校区与新校区。老校区位于县城（城关回族镇）解放路上。新校区位于城郊乡凤城湖西岸，2002年秋投入使用。

## 校训、校风、教风与学风
- 校训：励精图治
- 校风：团结、勤奋、求实、创新
- 教风：博学、精深、爱生、务实
- 学风：勤奋、善思、尊师、守纪